# Лефер
Леферът (Pomatomus saltatrix), наричан още чернокоп или гофан, е хищна морска риба, единствен представител на семейство Леферови.

## Описание
Има продълговато, леко удължено умерено странично сплеснато тяло. Дорсалният профил е с правилна извивка, започваща в началото на втората гръбна перка. В основата на гръбната перка има тъмно петно. Лъчите на първата гръбна перка са по-ниски от тези на втората. Пред аналната перка има два къси твърди лъча. Страничната линия започва от горния край на оперкулума и завършва до опашния плавник, като следва извиката на дорсалния профил. Над страничната линия има 9 трансверзални реда люспи, а под нея 19 или 20. Дължината на главата съставя 22,89 – 25,79% от дължината на тялото. Основата на гръдните перки е разположена малко под средната линия на тялото. Коремните перки започват малко зад основата на гръдните и имат по-малка дължина от тях. Има плавателен мехур и вариращ брой пилорични израстъци. Броят на гръбначните прешлени е 26, от които 14 се отнасят към опашната част на тялото. Опашката е широка и се разделя на две симетрични части.
Топлолюбива стадна риба. Обитава пелагичната зона на морето. Много бърз хищник, който преследва други риби както в крайбрежната зона, така и в открито море. Най-големият уловен екземпляр е с тегло 14,4 kg и е хванат в Северна Каролина, САЩ.

## Разпространение
Леферът обитава източното крайбрежие на Атлантическия океан от Португалия до ЮАР, включително около островите Мадейра и Канарските острови, а по западното крайбрежие – от Канада до Аржентина. Разпространен е също в Средиземно и в Черно море. В Индийския океан се среща по африканския бряг, около Мадагаскар, край южните части на Оман и югозападните на Индия, както и по брега на Малайския полуостров и Западна Австралия. Понякога навлиза в западните части на Тихия океан и го няма по източните и северозападните брегове. Има непотвърдени доклади за Тайван и Хавайските острови, а твърденията за наличието му в Индонезия са отхвърлени като погрешни.
По българското черноморско крайбрежие се среща повсеместно през топлите месеци на годината. Отделни екземпляри навлизат и  във водите на Варненското езеро. Леферът е топлолюбива риба и през зимните месеци не се среща в крайбрежните ни води. Зимува в Мраморно море. В сравнително топли зими отделни стада от по-младшите възрастови групи навярно остават в най-южните райони на Черно море, без да навлизат в Босфора. Отбелязани са случаи на презимуване на ювенилни екземпляри по кримското и кавказкото крайбрежие. През пролетта леферът мигрира към нашия бряг от юг обикновено в края на май и началото на юни. Първите мигриращи пасажи се появяват най-напред в южния ни район, откъдето продължават придвижването си в северна посока. По време на пролетните миграции стадата на лефера са твърде концентрирани, движат се компактно в близката крайбрежна зона и основната част от тях се оттегля за 15—20 дни към местата за отхранване и размножаване. През летните месеци в нашите води остават малобройни групи от едногодишни индивиди. След размножаването и лятното отхранване основната част от популацията започва обратно придвижване на юг към местата на зимуване. Есенната миграция на лефера се извършва в по-продължителни срокове. През септември и октомври възрастни индивиди се срещат повсеместно по цялото ни крайбрежие. През този период стадата са по-малобройни, не така компактни и мигрират по-далеч от брега.

## Размножаване
Леферът се размножава във всички райони на географския си ареал, включително и в Черно море. Гонадите на екземплярите, явяващи се към края на май и началото на юни в наши води, са в III и III—IV стадий на зрелост. Размножаването протича през периода юли—септември в крайбрежната зона и откритите морски райони при температура на водата 20—25°С.
В акваторията пред българския бряг се размножават малобройни групи от популацията на вида. Главните размножителни райони на лефера в Черно море са разположени в северозападната част и пред кримските брегове. Изхвърлянето на хайвера е порционно. Абсолютната плодовитост варира между 427 207 и 1 207 165 яйца. Яйцата са пелагични, с кръгла форма и имат една мастна капка. Развитието на оплодените яйца се извършва твърде бързо и на четвъртото денонощие се оформя напълно развита личинка с дължина около 3 mm.

## Хранене и отрастване
По типа на храненето леферът е типичен хищник. Планктонният стадий на хранене завършва сравнително рано при дължина на тялото 3–4 cm. По-късно (дължина 4–6 cm) заедно с ларвите на мекотели, някои планктонни копеподи, мизиди и др. в хранителния спектър се появяват и заемат значителна част от погълнатата храна и малките на някои риби. Смесеното хранене на малките леферчета е характерно за август. При дължина на тялото над 6–8 cm храната на лефера е съставена изключително от рибни компоненти — предимно малки на хамсия, атерина, кефалови, попчета и др. Възрастните индивиди преследват активно сафрид, хамсия, скумрия и други пелагични риби. Рядко, при липса на риба, преминава към хранене с някои дънни безгръбначни животни. 
Леферът е сравнително бързо растяща риба. Нарастването през първата година има твърде широка амплитуда, обуславяща се от порционното размножаване. Ранните люпила нарастват бързо и до следващата пролет достигат размери 16—22 cm. Отделни екземпляри превишават тези предели и до приключване на първата година имат дължина 25—26 cm.
Данните показват, че темпът на нарастване в дължина е най-ускорен през първите две-три години. По-късно линейният прираст намалява, но в замяна на това рязко се увеличава тегловното нарастване. Достига на дължина до 100—110 cm и тегло до 8—10 kg.
При напредналите в нарастването си индивиди половото съзряване настъпва на втората година. Това са предимно мъжки от по-ранни люпила. Основната част от популацията достига полова зрялост на третата година.

## Хранителен състав
Месото на лефера има високи вкусови и хранителни качества. През есента количеството на мазнините достига 16,5%. Богато е на белтъчини (17,52%) и минерални вещества (1,67%). Предлага се за консумация в свежо състояние и като консерви.